# Aidos
Aidos (altgriechisch Αἰδώς Aidṓs, deutsch ‚Scheu, Sittsamkeit‘) ist in der griechischen Mythologie die  personifizierte Scham.
Nach Pindar ist sie die Tochter des Prometheus. Der Begriff der Aidos ist komplex und in der klassischen Philologie noch immer umstritten. Sie ist mit der Rachegöttin Nemesis eng verbunden. Nach Hesiod sind Aidos und Nemesis die letzten der Götter, die das verkommene Menschengeschlechte des Eisernen Zeitalters verlassen werden.
Bei Platon sendet Zeus Aidos zusammen mit Dike („Gerechtigkeit“) zu den Menschen, um diesen ein gesittetes Zusammenleben zu ermöglichen.
Sophokles nennt sie in seinem Drama Ödipus auf Kolonos „die neben Zeus auf dem Thron sitzt“ (Ζηνὶ σύνθακος θρόνων Zēnì sýnthakos thrónōn). Euripides nennt sie gar „Herrin, Gebieterin“ (πότνια pótnia), was sie vielleicht an die Göttin Artemis in ihrer Eigenschaft als „schüchtern, schamhaft“ (αἰδοίη aidoíē) annähern soll.
Sie ist auch als Amme der Athene überliefert. Als solche hatte sie einen Altar nahe dem alten Athene-Tempel auf der Akropolis von Athen, in Sparta gab es ein altes, ihr von Ikarios geweihtes Kultbild und zwei Heiligtümer in Rom waren ihr geweiht.